# 라오가이

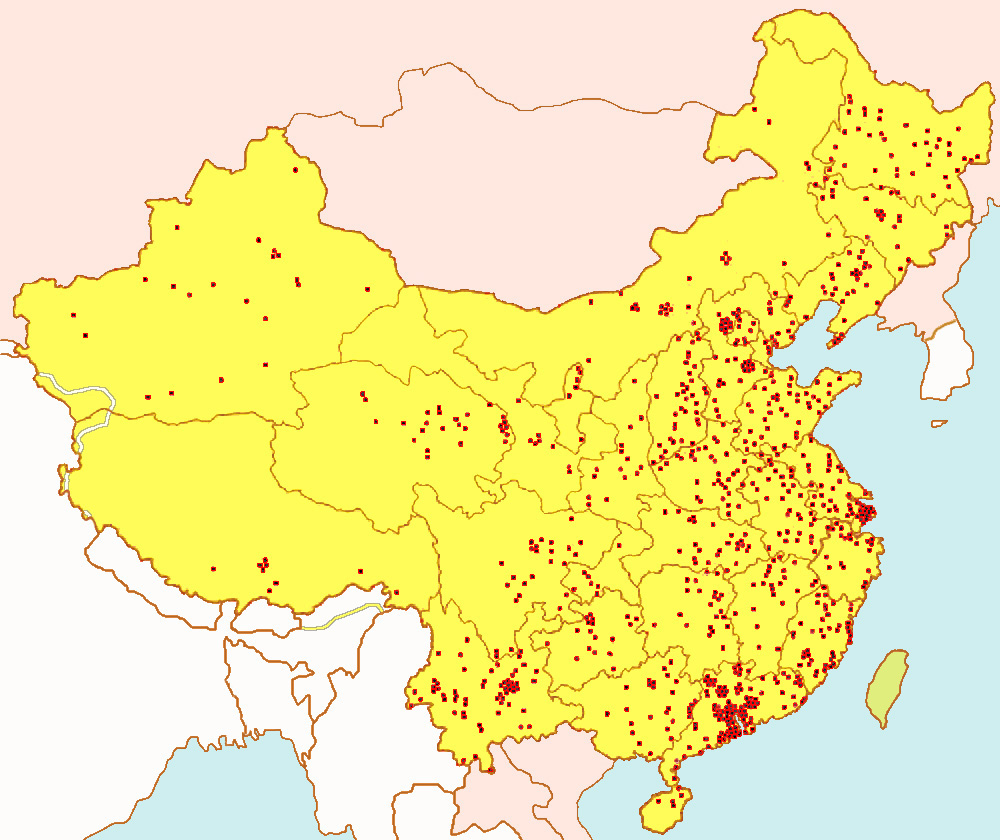
해리 우에 따르면 1990년대 라오가이 수용소의 위치

라오가이(중국어 간체자: 劳改)는 라오둥 가이자오(劳动改造)의 줄임말로, 노동을 통한 개혁을 의미하며, 중화인민공화국의 교도작업 및 농업 교도소 사용을 포함하는 형사 사법 시스템이다. 라오가이는 노동교양 또는 라오자오와는 다르다. 라오자오는 범죄자는 아니지만 경미한 범죄를 저지른 사람들을 위한 폐지된 행정 구금 시스템으로, "범죄자를 준법 시민으로 개혁"하는 것을 목표로 했다. 라오자오에 구금된 사람들은 라오가이의 일반 감옥 시스템과 별개의 시설에 구금되었다. 그러나 두 시스템 모두 교도작업을 기반으로 했다.
일부 작가들은 라오가이를 노예제에 비유했다.

## 역사

### 마오쩌둥 시대
1950년대와 1960년대 동안, 조직화된 공장과 유사했던 중국 교도소에는 정부에 대해 너무 비판적이거나 "반혁명주의자"로 간주되는 많은 사람들이 수용되었다. 그러나 정치적 또는 종교적 이유로 체포된 많은 사람들은 1970년대 후반 덩샤오핑 개혁(일명 개혁개방)이 시작될 때 석방되었다.
21세기에 비평가들은 중국 교도소가 외국에 판매할 제품을 생산하며, 그 이익이 중화인민공화국 정부에 귀속된다고 말했다. 제품에는 녹차부터 산업용 엔진, 탄광에서 캐낸 석탄까지 모든 것이 포함된다. 중국 학교에서 가르치는 제임스 D. 시모어와 리처드 앤더슨에 따르면, 라오가이 수용소에서 생산되는 제품은 중국 대륙의 수출량과 국내총생산에서 미미한 양을 차지한다. 그들은 제조업에 교도소 노동력을 사용하는 것이 그 자체로 인권 침해가 아니며, 중국 교도소의 대부분의 죄수들은 서방에서 일반적으로 범죄로 간주되는 것에 대해 복역하고 있다고 주장한다. 서방의 라오가이에 대한 비판은 강제 노동으로 만든 제품의 수출뿐만 아니라, 미등록 중국 가정교회의 지도부와 같이 정치적 또는 종교적 위반으로 구금된 사람들의 주장에 근거한다.

### 시장 개혁 시대
시장 개혁 도입 이후의 구조적 변화는 지방 정부의 세수를 감소시켜, 지방 정부가 다른 곳에서 수입을 보충해야 하는 압력을 증가시켰다. 동시에, 죄수들은 일반적으로 좋은 노동 인구를 구성하지 못한다. 중국에서 교도소 노동으로 제조된 제품은 품질이 낮고, 투옥되지 않은 유급 노동으로 만든 제품과 경쟁하면서 공개 시장에서 팔리지 않게 되었다.
1994년 라오가이 수용소는 "교도소"로 개명되었다. 그러나 중국 형법은 여전히 일할 수 있는 죄수들은 "노동을 통한 교육과 개혁을 받아야 한다"고 규정하고 있다. 유럽과 미국으로 수출되는 소비재를 생산하는 강제 노동 수용소의 광범위한 네트워크의 존재는 기밀로 분류되었다. 알자지라 잉글리시의 중국 교도소 시스템에 대한 정보 공개로 인해 2012년 5월 7일 중국에서 추방되었다.

### 현대 시대
2003년 "라오가이"라는 단어는 옥스포드 영어사전에 등재되었다. 2005년 독일어 두덴에 등재되었고, 2006년에는 프랑스어 및 이탈리아어 사전에 등재되었다.
해리 우는 자신의 저서 《문제아》(Troublemaker)와 《라오가이》(Laogai)에서 1950년대부터 1990년대까지의 시스템을 설명했다. 우는 젊은 대학생 시절 정부를 비판했다는 이유로 1960년부터 1979년까지 19년 동안 이 수용소에서 죄수로 보냈다. 수용소에서 거의 굶어 죽을 뻔한 그는 1985년 방문 학자로 미국으로 이주했다. 1992년 우는 워싱턴 D.C.에 위치한 인권 NGO인 라오가이 연구재단을 설립했다. 2008년 우는 워싱턴 D.C.에 라오가이 박물관을 열고, 이를 중국의 인권을 직접 다루는 미국 최초의 박물관이라고 불렀다. 2008년 라오가이 연구재단은 중국에 약 1,045개의 라오가이 시설이 운영되고 있으며, 약 50만 명에서 200만 명의 구금자가 수용되어 있다고 추정했다.

## 라오가이 수용소의 환경

### 의복
라오자오 수감자와 달리 라오가이 수감자는 의복을 지급받는다. 지역과 경제 상황에 따라 의복의 질은 크게 다를 수 있다. 일부 죄수는 검은색 또는 회색 옷을 받을 수 있고, 다른 죄수는 짙은 빨간색 또는 파란색 옷을 입는다. 또한 위치에 따라 의복은 다른 두께로 제공된다. 유니폼에는 일반적으로 '범죄자'를 의미하는 중국어 '판'(fan)과 '노동을 통한 개혁'을 의미하는 '라오가이'(lao gai) 한자가 새겨져 있다. 죄수들에게는 고무나 플라스틱으로 만든 신발 한 켤레도 지급된다. 이러한 최소한의 지급품은 죄수들의 필요를 충족시키지 못하며, 죄수들은 월 2.5~3 위안 (2009년 4월 11일 기준 미화 0.37~0.44달러)의 수입으로 속옷, 양말, 모자, 재킷 등을 구매해야 한다. 마오쩌둥 시대에는 재킷이 드물었고, 새 옷감보다는 낡은 담요 조각으로 만들어지는 경우가 많았다. 빨래도 드물었지만, 덩샤오핑-장쩌민 시대 중반 이후 교도소의 의복 공급은 개선되었다.

### 식량
식량 배급은 "1,155개 이상의 문서화된 라오가이" 수용소마다 다르듯이 시간에 따라 크게 달라졌다. 베이징 근처의 한 수용소는 한 달에 1인당 13.5~22.5kg의 식량을 배급한다. 이는 평균치이다. 식량은 수수와 옥수수로 구성되며, 이를 갈아 밀가루로 만들어 빵이나 죽으로 만든다. 베이징시 수용소의 죄수들은 한 달에 3온스의 식용유도 받는다. 2주에 한 번씩 죄수들은 "특별한 돼지고기 육수와 흰 밀가루 찐빵"을 받는다. 설날, 국경절, 춘절과 같은 중요한 중국 공휴일에는 고기 만두로 축하하며, 이는 평소 육류가 없는 식단에서 예외적인 경우이다.
식량은 약 10명으로 구성된 한 분대당 한 명의 죄수가 배급한다. '즈반'(zhiban) 또는 '당번 죄수'라고 불리는 이 죄수는 손수레에 큰 그릇에 담긴 식량을 나머지 그룹에게 전달한다. 이는 종종 다른 사람들이 일하는 곳까지 먼 거리를 손수레를 밀고 가야 하는 것을 의미한다. 매일 죄수들은 죽, 빵, 그리고 가장 저렴한 채소로 만든 묽은 채소국을 받는다. 일부 수용소에서는 하루 두 끼를 보고했지만, 다른 곳에서는 세 끼를 허용했다. 식량은 계급과 생산량에 따라 배급되며, 이는 노동 동기를 부여하는 것으로 여겨진다.
마오쩌둥 시대에는 교도소의 식량이 매우 부족했다. 이는 대약진 운동 (1959년-1962년) 기간 동안 전국적인 기근 때문이기도 했지만, 더 엄격한 규칙 때문이기도 했다. 식량이 거의 없었기 때문에 죄수들은 일하면서 발견하는 어떤 것이든 주워 먹었다. 죄수들이 "들쥐, 귀뚜라미, 메뚜기, 두꺼비, 포도나무 벌레, 메뚜기, 곤충 유충과 알, 그리고 독사"를 먹는 경우가 기록되었다. 또한, 많은 수감자들이 일하는 밭에서 농산물을 훔쳐 병영으로 밀반입했다. 간쑤성의 자이뱡거우에서는 1960년에서 1962년 사이에 3,000명의 죄수 중 약 2,500명이 굶어 죽었으며, 일부 생존자들은 식인에 의존하기도 했다.
수용소의 영양 상태는 특히 1950년대 초부터 1960년대까지, 중화인민공화국 (중공) 초기 시절에 큰 문제였다. 중공이 통치권을 잡기 전에는 죄수를 통제하기 위해 굶주림을 사용하는 경우가 드물었다. 중공의 초기 지도자들은 반항적인 죄수에게 식량을 주지 않는 것의 힘을 깨달았고, 최근까지 이러한 관행은 매우 흔했다. 1990년대 초 이후, 동중국 해안 지역의 일부 수용소는 식량의 질과 양을 개선했다.

### 주거 환경 및 위생
대부분의 라오가이 문헌에서 병영으로 불리는 주거 환경은 비교적 원시적이었다. 대부분은 시멘트나 나무 바닥이었지만, 일부는 짚이나 흙으로만 되어 있었다. 화장실은 양동이였고 가구는 제공되지 않았다. 죄수들은 바닥에서 30cm 너비의 공간에 잠을 잤고, 한 방에 10명이 배정되었다. 신참 죄수는 화장실에 가장 가까운 곳에서 자야 했고, 선임 죄수는 반대편 벽 근처에서 잤다.
목욕과 샤워는 매우 드물었고, 회고록에서는 아예 언급되지 않는 경우가 많았다. 유일한 세탁 방법은 물통을 사용하는 것이었으며, 이 또한 조금 덜 드물었다. 온 분대가 같은 물을 사용했기 때문에 효과가 없었다. 칫솔과 치약, 화장지, 비누, 수건과 같은 기본적인 필수품은 제공되지 않았고, 죄수들은 월급을 써서 구매해야 했다. 죄수들은 인간 및 동물 배설물을 뿌린 후 손을 씻지 않고 즉시 식사해야 했다고 알려져 있다.
수면 공간은 사방이 벽으로 둘러싸여 있었다. 이 벽은 높이가 약 20피트였고 전기 울타리가 위에 설치되어 있었다. 각 모퉁이에는 감시탑도 있었다. 이 벽 밖에는 40피트의 빈 공간이 있었고, 그 뒤에는 첫 번째 벽과 비슷하지만 더 큰 또 다른 벽이 있었다.

### 질병 및 해충
라오가이 수용소는 다양한 종류의 해충으로 들끓었다. 빈대는 너무 많아서 밤에는 종종 떼를 지어 움직였다. 이러한 행동 때문에 라오가이에서는 빈대를 탱크라고 불렀다. 빈대는 죄수들의 피를 빨아먹어 온몸에 작은 붉은 두드러기를 남겼다. 이 두드러기는 가려웠고, 심한 경우에는 수감자들이 피부를 긁어 상처를 내어 위험한 감염으로 이어졌다. 또 다른 흔한 해충은 이였는데, 일부 죄수들은 부족한 식단을 보충하기 위해 이를 잡아먹는 것으로 알려졌다. 수용소에서는 살충제나 살충제가 사용되지 않았다. 죄수 장시안량은 "단 한 명의 수감자 속옷에 있는 기생충은 신문 1면의 글자만큼이나 많을 것"이라고 썼다. 그는 벼룩이 너무 많아서 "그들의 배설물로 그의 이불이 보라색 검정색으로 변할 것"이라고 언급했다. 회충 또한 죄수들의 건강에 흔한 위협이었는데, 특히 인간의 배설물이 비료로 사용되는 라오가이 농장에서 더욱 그러했다.
불량한 식단과 함께 많은 식단 관련 질병이 발생했다. 각기병, 부종, 괴혈병, 펠라그라는 비타민 부족으로 가장 흔한 질병이었다. 건강에 좋지 않은 음식 섭취로 인한 다른 건강 문제로는 기름과 섬유질 부족으로 인한 심한 설사 또는 변비가 있었다. 이 두 가지는 종종 치료되지 않은 채 방치되었고, 12시간의 지속적인 육체노동의 부담과 합쳐져 면역 체계를 약화시켰다. 결국 이러한 질병들로 인해 많은 죽음이 뒤따랐다. 이 수용소 주민들 사이에서 만연했던 두 가지 질병은 결핵과 간염이었다. 전염성이 강한 이 질병들 또한 너무 늦을 때까지 치료되지 않은 경우가 많았다. 매일 아침 수용소 간부들은 누가 병영에 머물며 일을 거를 만큼 아픈지 결정했다. 많은 죄수들이 아픈데도 불구하고 일을 강요당했다. 정신병은 마오쩌둥 시대에 죄수들이 매일 저녁 2시간씩 교화 교육을 받아야 했기 때문에 매우 흔했다. 사람들이 수감된 시간 동안 일어난 세뇌는 너무나 강렬해서 광기로 몰아갔고, 많은 경우 자살로 이어졌다.

### "노동을 통한 개혁"
강제 노동은 라오가이 교도소의 특징이며, 해리 우는 이 시스템을 다음과 같이 설명했다.
죄수들은 오전 5시 30분에 잠자리에서 일어나며, 오전 6시에는 부엌의 즈반이 옥수수 죽과 옥수수 빵이 담긴 통을 수레에 싣고 온다... 오전 7시에는 중대 공안 간부(대장)가 들어와 모든 죄수들을 모으고, 아픈 죄수들에게는 막사에 남도록 허가한다. 작업장에 도착하면 대장은 생산 책임을 위임한다...
점심시간에는 즈반이 채소 수프 큰 통과 각 죄수에게 옥수수 빵 두 덩어리, 그리고 마실 물이 담긴 큰 통을 손수레로 끌고 온다... 약 30분 후, 저녁에 중대장이 퇴근 시간을 알릴 때까지 작업은 재개된다. 일반적으로 죄수들은 오후 6시 30분경 막사로 돌아간다.
돌아오면 다시 옥수수 빵, 옥수수 죽, 그리고 채소 수프 저녁 식사가 제공된다.
오후 7시 30분에는 2시간의 학습 시간이 시작된다...
오후 9시 30분에는 날씨와 관계없이 모든 죄수들이 막사 밖에 모여 점호와 대장의 연설을 듣는다. 오후 10시경에는 모두 잠자리에 든다.
밤에는 불을 켤 수 없으며 아무도 움직일 수 없다. 지정된 수면 장소에 머물러야 하며, 다음 날 오전 5시 30분까지 기다린 후에 일어나야 하며, 이때 전체 주기가 다시 시작된다.
할당량 채우기는 라오가이 수용소 수감자들의 삶에서 큰 부분을 차지했다. 목표 생산량을 미달하거나 초과하는 것이 그들의 삶의 질을 좌우했다. 할당량을 채우지 못하면 독방 감금이나 식량 특권 박탈로 이어질 수 있다. 일반적으로 노동자가 기준을 충족하지 못하면 식량 배급이 10~20% 삭감된다. 일부 죄수들은 뛰어나서 요구되는 것보다 더 많은 일을 할 수 있다. 그들은 때때로 추가 또는 더 좋은 품질의 식량을 받는다. 추가 식량이 더 많은 생산성을 위해 소모되는 추가 칼로리만큼의 가치가 없다고 주장되어 왔으며, 따라서 많은 죄수들은 최소한의 노력으로 최소한의 일을 하여 가능한 한 많은 에너지를 절약하는 것을 선택한다.
라오가이 수용소의 작업 환경은 종종 기준 미달로 묘사된다.
라오가이 연구재단 조사관들은 죄수들이 보호 장비 없이 석면과 다른 유독 화학물질을 채굴하고, 손 보호 장비 없이 배터리와 배터리 산을 다루며, 동물 가죽을 부드럽게 하는 데 사용되는 화학 물질이 3피트 깊이로 채워진 통에 알몸으로 서서 가죽을 무두질하고, 폭발 및 기타 사고가 흔한 부적절하게 운영되는 광산 시설에서 일하는 현장을 확인했다.
경력 준비는 역사적으로 전 세계적으로 강제 노동 교도소 시스템을 정당화하는 데 사용되었다. 중국에서는 이 주장이 사용되었지만, 최근까지 경력 준비는 최소한에 불과했다. 석방 후, 라오가이 교도소 내에서 습득한 기술(예: 도랑 파기 또는 거름 뿌리기)은 바람직한 고용으로 이어지는 경우가 드물었다. 시장성 있는 기술을 가지고 라오가이 시스템에 들어온 수감자들은 종종 교도소 단지 내에서 이러한 기술을 활용하는 일에 배정되었다. 예를 들어, 의사는 라오가이 수용소 내에서 의사로 일하며 종종 특혜 대우를 받고, 간부와 유사하게 더 많은 식량과 침대를 받았다. "수감자들은 훈련이 수용소의 사업적 필요와 일치하지 않는 한 새로운 기술을 거의 습득하지 못한다." 그러나 최근에는 죄수들에게 유용한 기술을 훈련시키는 프로그램이 도입되었다.
라오가이 단지에는 여러 유형이 있지만, 대부분은 농장, 광산 또는 공장이다. 중국 정부에 따르면 "국제 시장으로 수출되는 약 200가지 다른 종류의 라오가이 제품"이 있다. "중국 차의 4분의 1은 라오가이 수용소에서 생산되며, 중국 고무 가황 화학 물질의 60%는 선양의 단일 라오가이 수용소에서 생산된다... 국내 최대 철강 파이프 공장 중 하나는 라오가이 수용소이다..." 샹시(Ziangride)의 한 수용소만 해도 매년 22,000톤 이상의 곡물을 수확한다. 둘란현 죄수들은 40만 그루 이상의 나무를 심었다.
이러한 수용소의 환경은 대부분의 세계 문화에서 극히 가혹한 것으로 간주된다. 그러나 중국 정부는 라오가이가 죄수를 통제하고 중국 경제를 발전시키는 데 효과적이라고 생각한다. 마오쩌둥에 따르면 "라오가이 시설은 국가 기계의 폭력적인 구성 요소 중 하나이다. 모든 수준의 라오가이 시설은 프롤레타리아트와 인민 대중의 이익을 대변하고 착취 계급에서 비롯된 소수의 적대적 요소에 대해 독재를 행사하는 도구로 설립되었다."

## 사망자 추정 수
라오가이의 사망자 추정 수는 저자마다 크게 다르다.
- 1997년, 인권 운동가이자 라오가이 연구재단 설립자인 해리 우는 1949년부터 1997년까지의 사망자 수를 1,500만 명으로 추정했다.[31]
- 1991년, 정치학자 루돌프 럼멜은 강제 노동으로 인한 "살해" 사망자 수를 1,572만 명으로 추정했으며, "집단화되어 영양 부족과 의복 부족으로 밭에서 죽도록 일한 모든 농민"은 제외했다.[32]
- 1997년, 장 루이 마골린은 공산주의 흑서에서 라오가이의 높은 사망률로 인해 2천만 명의 사망자가 발생했다고 추정했다.[33] 마골린의 계산은 연간 수감 인구 1천만 명과 연간 사망률 5%를 가정한다. 수용소가 대략 1949년부터 1980년까지 운영되었다고 가정하면 약 1,550만 명이 사망했다.
- 2005년, 언어학자 융 창과 역사가 존 할리데이는 《마오: 알려지지 않은 이야기들》에서 마오쩌둥 통치 기간 동안 교도소와 노동 수용소의 사망자 수가 "2,700만 명에 이를 수 있다"고 추정했다.[34] 2005년 진 샤오딩은 창과 할리데이의 논리를 단순히 27년(마오쩌둥 통치 기간)에 1천만 명(추정 수용소 인구)을 곱하고 10%(추정 연간 사망률)를 곱하여 2천7백만 명의 사망자를 얻는 "마법 공식"으로 부정적으로 묘사했으며, 책임이나 다른 데이터에 대한 논의는 없었다.[35] 찰리 호어는 이 방법을 "추측"이라고 불렀다.[36] 창과 할리데이는 수감자들이 가장 적대적인 황무지에서 고된 노동을 강요당했으며, 처형과 (밀짚 분쇄기에 뛰어드는 것과 같은) 모든 수단에 의한 자살이 흔했다고 말한다.[34]